# Мукойоші
Мукойоші (яп. 婿養子,  むこようし, досл. «прийомний зять») — японський термін, що означає чоловіка, який після одруження бере прізвище дружини та переходить у її сім’ю.
Традиційно у Японії, як і у багатьох інших культурах, при одруженні жінка бере прізвище чоловіка та стає частиною його родини. Однак якщо в роду немає спадкоємця чоловічої статі, але є незаміжня дочка відповідного віку, вона може вийти заміж за чоловіка, який може отримати роль спадкоємця шляхом «усиновлення» і таким чином зберегти прізвище і родинні статки. Особливо це актуально для родин, які керують бізнесом: для збереження бізнесу та імені родини обирають спадкоємця, який надалі буде здатен керувати цим бізнесом.

## Історія і сьогодення
Історично звичай усиновлення сина в сім'ю існував ще у період Муромачі. Це положення також було включено до Цивільного кодексу Мейджі, але було вилучено під час перегляду кодексу після Другої світової війни. 
Практика усиновлення зятя широко практикується у сучасній Японії. Багато японських компаній із відомими назвами, такі як Suzuki, Toyota, Canon та Kikkoman, належать сім'ям, які перейняли цю практику.

## Фактори, що сприяють виникненню мукойоші
Серед основних передумов «усиновлення зятя» виділяють наступні фактори:
- сім'я жінки має вищий соціально-економічний статус, ніж сім'я чоловіка;
- у жінки немає братів, які могли б продовжити прізвище;
- чоловіка зреклися власні родичі;
- біологічна сім'я чоловіка має сумнозвісне або ганебне минуле, і він воліє приховувати зв'язок зі своєю родиною;
- чоловік-іноземець бажає отримати японське громадянство шляхом одруження з японкою.